# Escut a la façana de l'Ajuntament Vell de Flix
L'Escut a la façana de l'Ajuntament Vell de Flix és una obra de Flix (Ribera d'Ebre) inclosa a l'Inventari del Patrimoni Arquitectònic de Catalunya.

## Descripció
Està situat dins del nucli urbà de la població de Flix, a l'extrem sud-oest del nucli antic i delimitat entre els carrers Major i Gombau.
És un edifici entre mitgeres de planta rectangular, amb la coberta de teula de dos vessants i distribuït en planta baixa, dos pisos i golfes. Totes les obertures són rectangulars i amb els emmarcaments arrebossats, exceptuant el portal d'accés principal, situat al centre del parament. Es tracta d'un gran portal d'arc escarser adovellat, damunt del qual hi ha un plafó rectangular de pedra, ornamentat amb un escut central. Es tracta de l'escut de la ciutat de Barcelona sostingut per la lletra "pi" i envoltat de motius decoratius motllurats i de temàtica vegetal. A la part inferior hi ha gravada la data 1629 mentre que la part superior del plafó està rematada per un frontó triangular decorat.
La construcció presenta els paraments arrebossats i pintats.

## Història
L'escut de Barcelona de l'ajuntament vell estava situat a la porta de la muralla anomenada portal dels d'Arenys o d'Ascó, i va ser traslladat on és ara per l'alcalde Damià Forcades. Data de 1629 com ho testimonia la data inscrita que es pot apreciar sota l'escut.